# Insalata di mare
L'insalata di mare è un piatto a base di frutti di mare  bolliti e conditi con olio, sale, pepe e aceto o limone.

## Ingredienti
Vengono utilizzati solitamente sia molluschi, come polpi e calamari, che crostacei, come gamberi e gamberetti. Il piatto viene consumato freddo o caldo.